# Lefogaki
Lefogaki é uma ilha do atol de Nanumea, de Tuvalu.